# Krzywy Domek
Krzywy Domek – został zbudowany w Sopocie przy ul. Bohaterów Monte Cassino 53 według projektu architektów Szotyńskich i Zaleskiego, którego inspiracją były rysunki Jana Marcina Szancera i Pera Dahlberga.
Obiekt stanowi część Centrum Handlowego „Rezydent”. Na parterze mieszczą się pomieszczenia handlowe, lokal gastronomiczny, bary, sushi, kawiarnia Costa, salon urody i modelowania sylwetki Body Shape Garden oraz salon gier. Budynek jest też siedzibą m.in. oddziału regionalnego Radia RMF FM oraz RMF Maxxx.
Krzywy Domek zajął pierwsze miejsce na liście 50 najdziwniejszych budynków świata, opublikowanej przez Portal Village of Joy. 

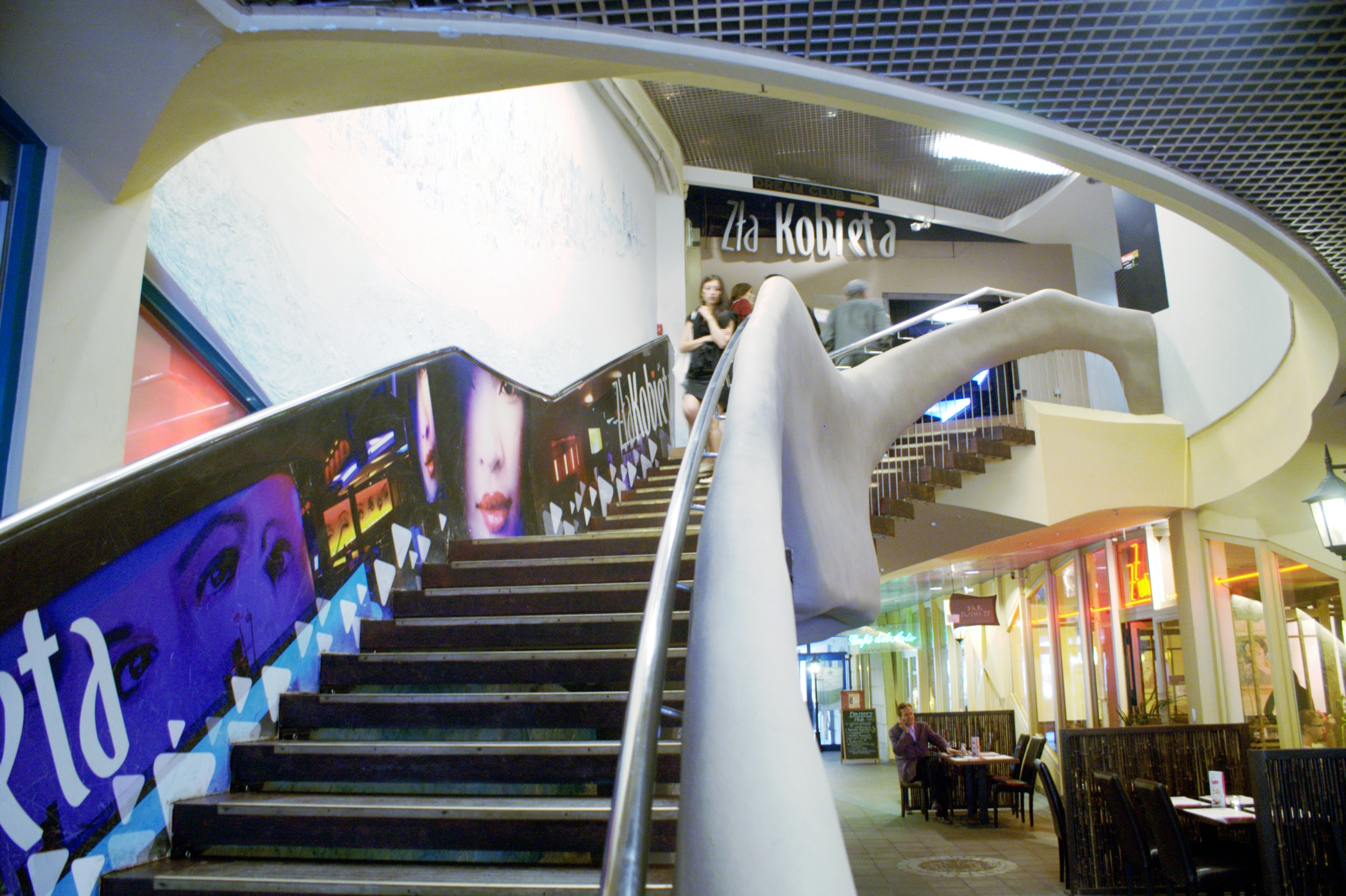
Klatka schodowa
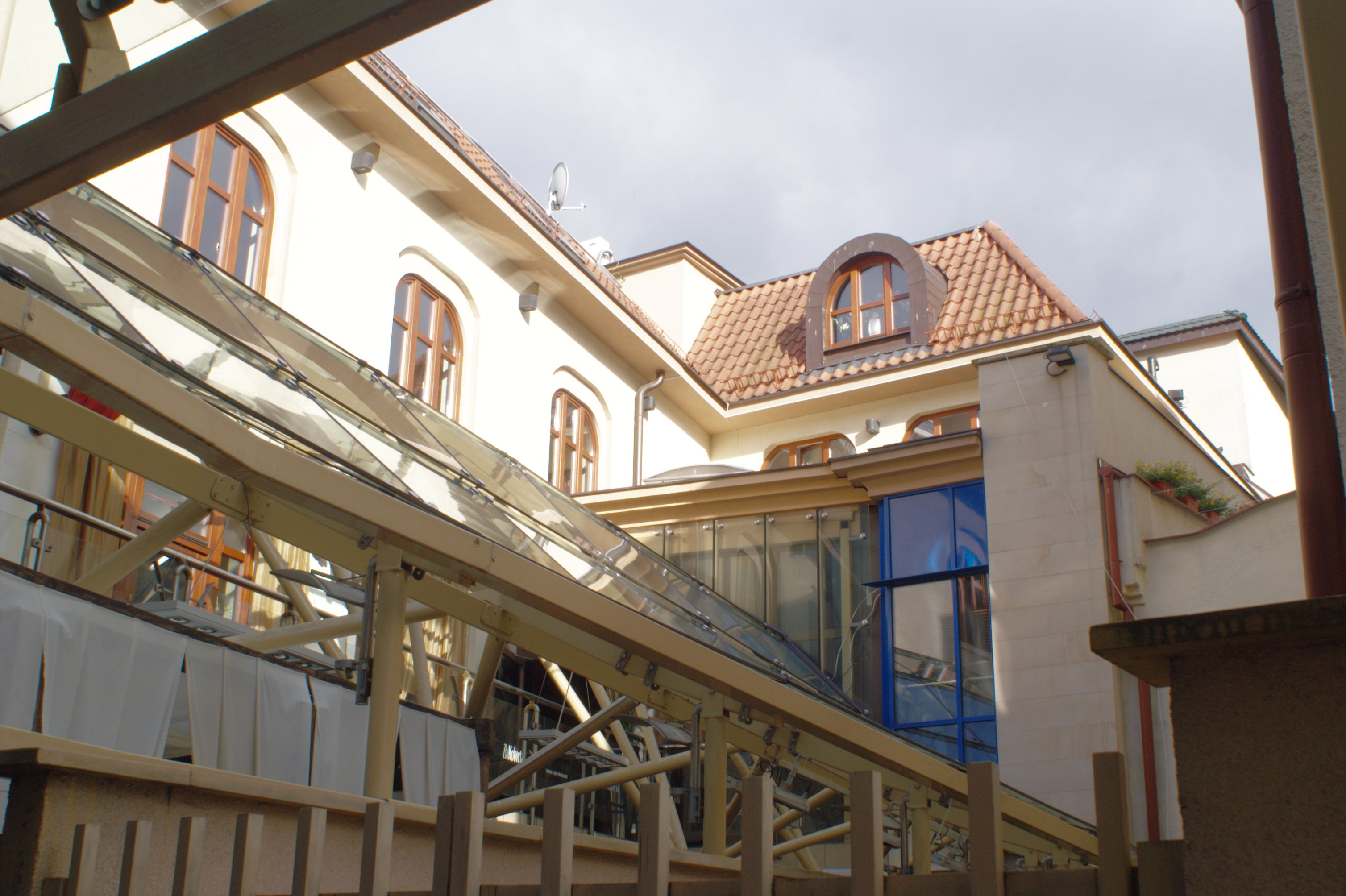
Oficyna